# Mare de Déu de les Neus d'Àrreu
La Mare de Déu de les Neus d'Àrreu és una ermita romànica del poble d'Àrreu, en el terme municipal d'Alt Àneu, a la comarca del Pallars Sobirà.
Està situada a la vall d'Àrreu, en un coster a ponent del poble d'Àrreu, e la dreta del Riu d'Àrreu i a l'esquerra del Barranc del Pinetar, a quasi 500 metres del poble, uns 80 metres més enlaire.
És un temple de nau única, capçada a llevant per un absis semicircular, sobrealçat, més pel costat de migdia que pel septentrional. Té una porta senzilla al nord (façana poc habitual per a la porta en el romànic), amb un anagrama de Crist esculpit en un bloc de pedra. També té un petit campanar d'espadanya a la façana de ponent.

## Descripció
Es tracta d'una petita església d'una nau, amb absis semicircular sense decoració, excepte una petita cornisa en el punt on arrencava l'antiga coberta de l'absis, avui substituïda per la prolongació de la coberta de la nau i el mur de l'absis aixecat fins a l'alçada d'aquesta. Al centre de l'absis s'obre una petita finestra atrompetada. En el lateral nord s'obre una petita porta de mig punt. Sobre la porta, en un bloc de dimensions més grans, hi ha gravat un crismó de característiques similars als que amb freqüència es troben a les esglésies de la veïna Vall d'Aran. A ponent s'aixeca una petita espadanya. La seva restauració es va executar entre el període comprés de juliol 2012 a setembre 2013 i va comptar amb una inversió 200.000 euros. Va consistir en el drenatge perimetral dels murs i aportació de graves; l'arranjament de la coberta de la nau amb llosa rectangular de licorella; el desmuntatge i redefinició de la coberta de l'absis est; a les façanes, cosit d'esquerdes, redefinició de la capçalera de l'absis amb empostissat de fusta, reposició de mamposteria amb pedra recuperada i remarcat de l'arrebossat de calç de l'espadanya; i, a l'interior, reforços estructurals, enderroc i reproducció fidel de la volta de fusta de l'altar, restauració dels paraments interiors amb estucat i pavimentat.

## Història
El 1803 una allau de neu va destruir l’antic poble d’Àrreu i va matar 17 dels seus habitants. L'ermita de la Mare de Déu de les Neus es va salvar de la destrucció provocada per l'allau.